# Folkomröstningen om flyktingmottagande i Sjöbo kommun 1988

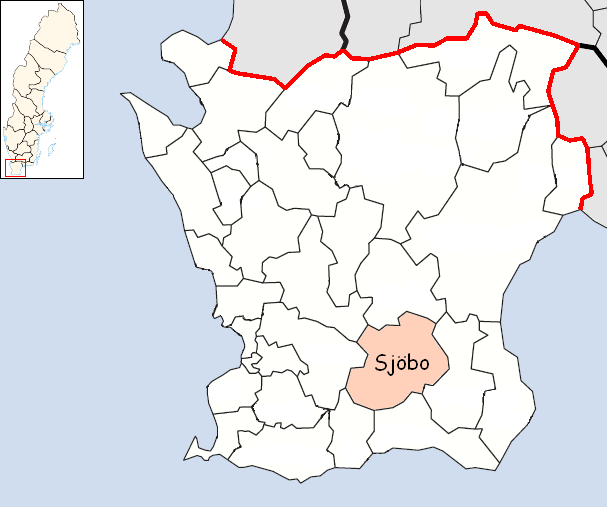
Sjöbo kommuns läge i Skåne.

En folkomröstning om flyktingmottagande anordnades i Sjöbo kommun 1988 på beslut av kommunfullmäktige. Frågan som ställdes handlade om huruvida staten skulle kunna tvinga kommunen att ta emot flyktingar eller inte. Folkomröstningen och det stora lokala motståndet mot flyktingmottagande i kommunen väckte riksintresse.

## Förlopp
Folkomröstningen anordnades sedan fullmäktige i Sjöbo kommun röstade för en folkomröstning med siffrorna 25-24 den 29 oktober 1987. Bakom beslutet stod centerpartister med Sven-Olle Olsson som talesman och moderater. Moderaterna uppmanade sina väljare att rösta för flyktingmottagande. Demonstrationer från båda sidornas anhängare hölls, och i hela Sverige väckte händelserna politiskt intresse i debatten om flyktingpolitik och rasism. Invandrarverkets chef Thord Palmlund tog politisk ställning och beklagade beslutet i Sjöbo, och menade att Sverige måste föra en generös flyktingpolitik.
Omröstningen hölls i samband med riksdagsvalet i Sverige den 18 september 1988 och motståndarna till flyktingmottagning vann med 64,5 %, mot ja-sidans 31 %. Den flyktingkritiska agitationen i Sjöbo före omröstningen kritiserades av Olof Johansson och Carl Bildt. Olof Johansson sade att resultatet var "oanständigt" medan Ingvar Carlsson betecknade utgången som tragisk. Det framkom också att hundratals väljare på vissa andra håll, även utanför Skåne, skrivit Sven-Olle Olssons namn på valsedlarna.
Den 5 oktober 1988 beslutade Centerpartiets styrelse att utesluta tre medlemmar i Sjöbo kommun, bland dem Sven-Olle Olsson, för samarbete med Nysvenska rörelsen (för att ha distribuerat en broschyr för folkomröstningen) som enligt Olof Johansson hade fascistisk ideologi. De uteslutna behöll dock sina platser i Sjöbo kommuns fullmäktige, men inte längre för Centerpartiet. Olof Johansson menade att flyktingkritisk stämning var ett samhällsproblem, och inte bara berörde Centerpartiet.

## Slogans
- Ropen skalla. Ta emot dem alla! Demonstration mot Sjöbo kommuns beslut den 29 oktober 1987 om folkomröstning av flyktingmottagande.[1]
- Sven-Olle! Världen är större än utsikten från en traktor. Demonstration mot Sjöbo kommuns beslut den 29 oktober 1987 om folkomröstning om flyktingmottagande.[1]